# Ihor Kysłow
Ihor Mykołajowycz Kysłow (ukr. Ігор Миколайович Кислов, ros. Игорь Николаевич Кислов, Igor Nikołajewicz Kisłow; ur. 19 lipca 1966 w obwodzie donieckim) – ukraiński piłkarz, grający na pozycji napastnika, były reprezentant Turkmenistanu.

## Kariera piłkarska

### Kariera klubowa
Karierę piłkarską rozpoczął w drużynie rezerw Metalist-d Charków. W 1988 przeszedł do Worskły Połtawa. W 1990 wyjechał do Bułgarii, gdzie został piłkarzem klubu Etyr Wielkie Tyrnowo. Potem występował w tunezyjskiej drużynie. Po 6 latach występów za granicą, latem 1996 roku, w wieku 30 lat, zgodził się na propozycję prezesa i głównego trenera Wiktora Pożeczewskiego dotyczącą powrotu do Worskły Połtawa. Został wybrany kapitanem drużyny. W czerwcu 1998 był zmuszony opuścić klub na skutek operacji nogi. Kiedy trener Ołeksandr Iszczenko zaproponował mu grę w Zirce Kirowohrad, przeszedł do tego klubu. W maju 2000 Iszczenkę zmienił Jurij Kowal, który postawił na młodych piłkarzy, dlatego przeniósł się do Tawrii Symferopol. W rundzie wiosennej sezonu 2001/02 występował w Prykarpattia Iwano-Frankiwsk. W końcu 2002 postanowił zakończyć karierę piłkarską.

### Kariera reprezentacyjna
W 1998 roku razem z Andrijem Chomynem, Kostiantynem Sosenkiem, Andrijem Zawjałowym i Romanem Bondarenkiem otrzymał propozycję od selekcjonera Wiktora Pożeczewskiego występować w narodowej reprezentacji Turkmenistanu. Po załatwieniu formalności był powołany na Igrzyska Azjatyckie w Tajlandii.

### Kariera trenerska
Po zakończeniu kariery zawodniczej od 2002 roku pracował w DJuSSz Worskła Połtawa. Potem pracował w Urzędzie Miejskim w wydziale młodzieży i sportu.

## Sukcesy i odznaczenia

### Sukcesy klubowe
- mistrz Bułgarii: 1991
- brązowy medalista Mistrzostw Ukrainy: 1997

### Sukcesy indywidualne
- 9-14. miejsce w klasyfikacji strzelców Wyższej Ligi: 1998/99 (9 goli).